# Sky-Mexico 1
O Sky-Mexico 1 (SKYM-1) é um satélite de comunicação geoestacionário mexicano construído pela Orbital Sciences Corporation (OSC). Ele está localizado na posição orbital de 78,8 graus de longitude oeste e é operado pela DirecTV Latin America. O satélite foi baseado na plataforma GeoStar-2 Bus e tem uma expectativa de vida útil de 15 anos.

## História
A Orbital Sciences Corporation foi selecionada pela DirecTV para construir o satélite Sky-Mexico 1 (SKYM-1). O projeto do satélite SKYM-1 baseia-se na plataforma testado em voo de grande sucesso da Orbital A GeoStar-2 e será fabricado e testado na fábrica de satélite da Orbital em Dulles, Virgínia.
O SKYM-1 leva 24 transponders em banda Ku ativos e 2 transponders em banda R ativos para prestação de serviços de transmissão Direct-to-Home para o México, América Central e Caribe. O satélite está localizado a 78,8 graus de longitude oeste e vai produzir cerca de 5,0 quilowatts de carga de energia elétrica.

## Lançamento
O satélite foi lançado com sucesso ao espaço no dia 27 de maio de 2015, às 21:16 UTC, por meio de um veículo Ariane 5 ECA, a partir do Centro Espacial de Kourou, na Guiana Francesa, juntamento com o satélite DirecTV-15. Ele tinha uma massa de lançamento de 3182 kg.

## Capacidade e cobertura
O Sky-Mexico 1 é equipado com 24 transponders em banda Ku e 2 em banda R para fornecer serviço de TV Direct-to-Home (DTH) para o México, América Central e Caribe.